# Lijst van burgemeesters van Zundert
Dit is een lijst van burgemeesters van de Nederlandse gemeente Zundert in de provincie Noord-Brabant.
| Ambtsperiode                                                         | Naam burgemeester         | Partij of stroming | Bijzonderheden                   |
| -------------------------------------------------------------------- | ------------------------- | ------------------ | -------------------------------- |
| 17?? - 1787                                                          | ??                        |                    |                                  |
| 1787 - 1814                                                          | Frederik R.R. van de Wall |                    |                                  |
| 1814 - 1824                                                          | Adriaen Schaap            |                    |                                  |
| 1824 - 1840                                                          | Caspar Dam                |                    | eerst schout                     |
| 1840 - 1889                                                          | Gaspar van Beckhoven      |                    |                                  |
| 1890 - 1925                                                          | L.E.A.F. van de Wall      |                    |                                  |
| 1926 - 1934                                                          | J.A.F. Mallens            |                    |                                  |
| 1934 - 1946                                                          | Wouter (W.) Brokx         |                    |                                  |
| 1947 - 1966                                                          | G.J.A. Manders            | KVP                | Voorheen burgemeester van Leende |
| 1966 - 1984                                                          | mr. A.F.C.L. Kievits      | KVP                |                                  |
| 1984 - 1985                                                          | P.G. Ballings             |                    | waarnemend                       |
| 1985 - 1995                                                          | Nico (N.A.J.) Molhoek     | CDA                |                                  |
| 1995 - 1997                                                          | Peter Gruijters           | CDA                | waarnemend                       |
| 1997 Fusie met de gemeente Rijsbergen tot de nieuwe gemeente Zundert |                           |                    |                                  |
| 1997 - 2002                                                          | Peter Neeb                | VVD                |                                  |
| 2003 - 2004                                                          | Hubert Vos                | CDA                |                                  |
| 2004 - 2007                                                          | Iz Keijzer                | VVD                | waarnemend                       |
| 2007 - juli 2019                                                     | Leny Poppe-de Looff       | CDA                |                                  |
| 3 juli 2019 - heden                                                  | Joyce Vermue              | PvdA               | [ 1 ] [ 2 ]                      |